# Red Bull RB2
El Red Bull RB2 es el auto con el cual el equipo Red Bull Racing compitió en la temporada 2006 de Fórmula 1.  Fue conducido por David Coulthard y Christian Klien, quienes habían competido para el equipo en su año debut, 2005.  Sin embargo, Klien fue reemplazado después del Gran Premio de Italia por el tercer piloto, Robert Doornbos, luego de que el austríaco rechazara la oferta del equipo de un asiento en la Champ Car para la temporada 2007, una vez que se evidenciaba que iba a ser reemplazado por el australiano Mark Webber para la próxima temporada.
El nuevo motor Ferrari tuvo problemas de refrigeración en la pretemporada, lo que limitó los tiempos de prueba, y provocó que el equipo se empantanara en la mitad de tabla. Esta situación se vio agravada porque el equipo abandonó el desarrollo del RB2 durante la temporada, y el futuro diseñador del equipo, Adrian Newey, se concentró en el desarrollo del auto que competiría en la siguiente temporada.
La carrocería del RB2 fue similar a la de su predecesor, el RB1.
Sin embargo, hubo momentos destacados en una temporada que fue en gran parte deprimente. La primera de ellas fue cuando Coulthard consiguió el primer podio del equipo, en el Gran Premio de Mónaco. Esto coincidió con un contrato de una carrera para promocionar la nueva película de Superman. El experimentado piloto lució una capa roja en el podio, y el director del equipo, Christian Horner, luego cumplió la promesa de lanzarse a la piscina del equipo usando nada más que una de las capas.
El equipo finalizó la temporada en la séptima posición, con 16 puntos.

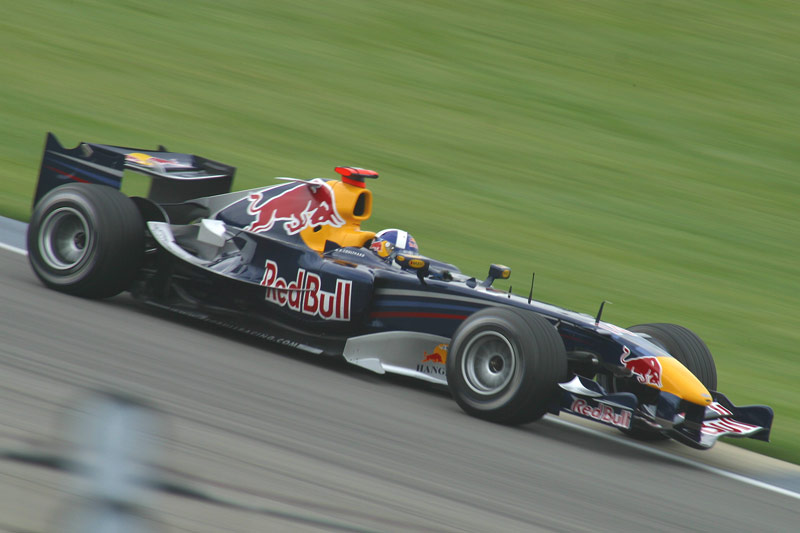
David Coulthard en el Gran Premio de los Estados Unidos de 2006.
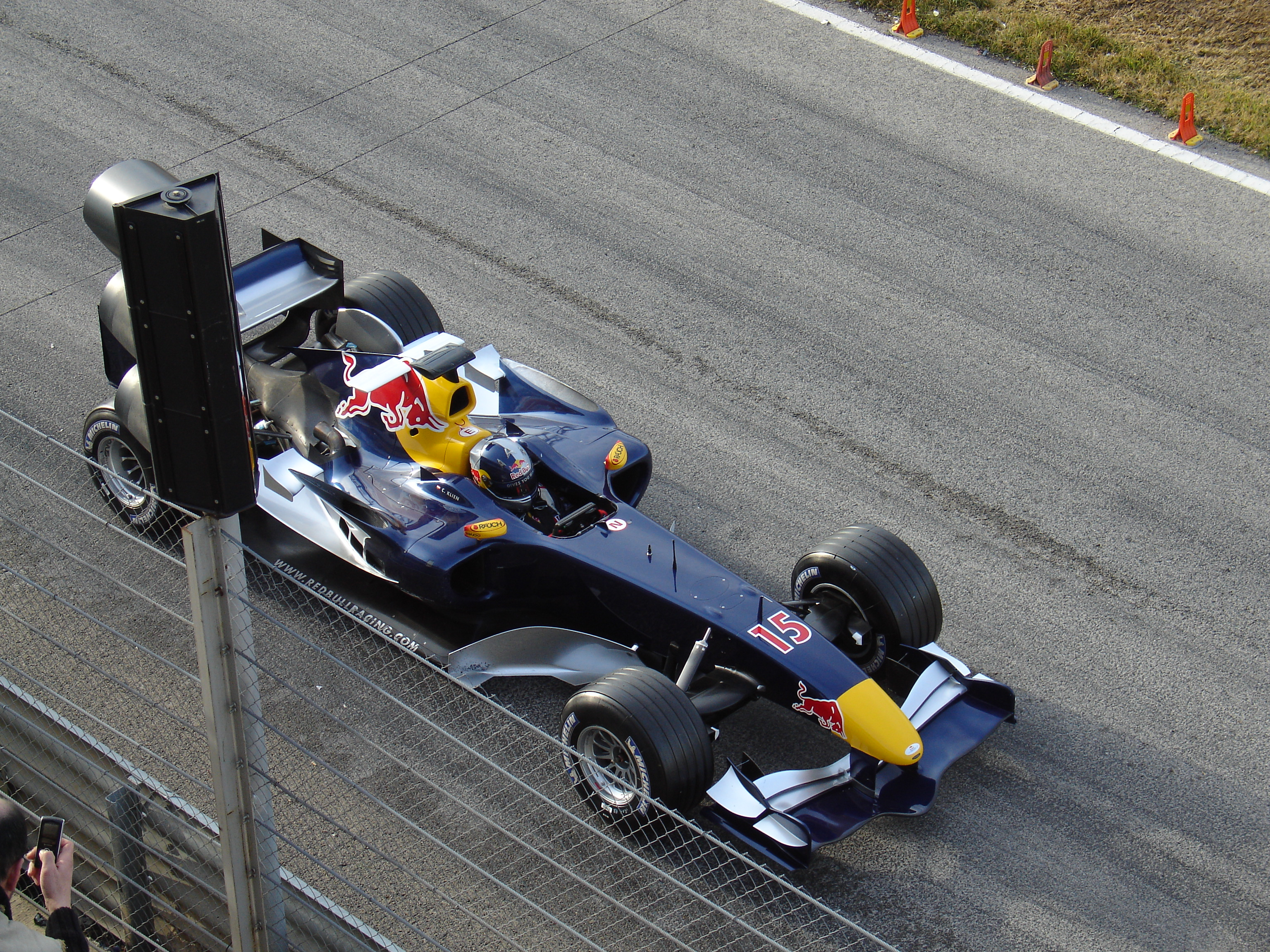
Christian Klien probando en Valencia.
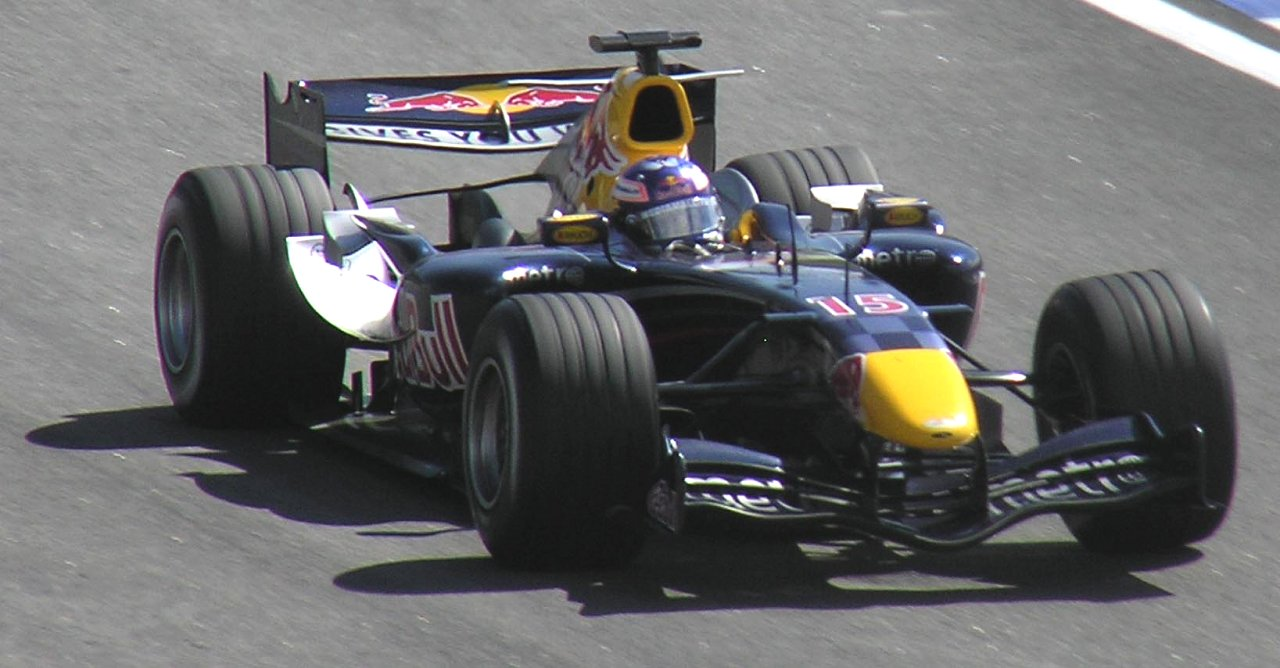
Robert Doornbos en el Gran Premio de Brasil de 2006.

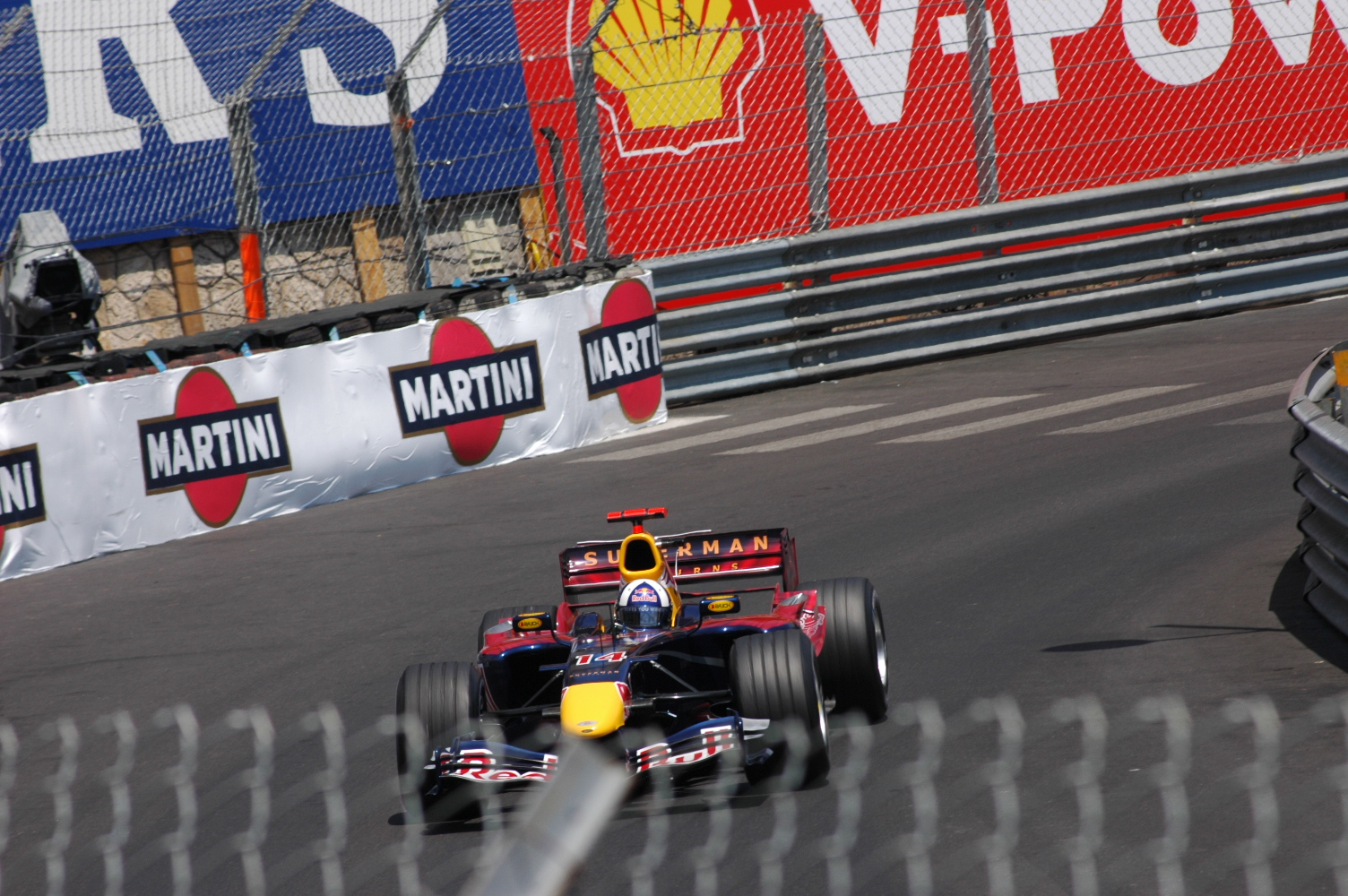
David Couthard en Monaco

## Resultados
(Clave) (negrita indica pole position) (cursiva indica vuelta rápida)

| Año     | Motor              | Neu. | N.º | Pilotos         | 1   | 2   | 3   | 4   | 5   | 6   | 7   | 8   | 9   | 10  | 11  | 12  | 13  | 14  | 15  | 16  | 17  | 18  | Puntos | Pos. |
| ------- | ------------------ | ---- | --- | --------------- | --- | --- | --- | --- | --- | --- | --- | --- | --- | --- | --- | --- | --- | --- | --- | --- | --- | --- | ------ | ---- |
| 2006    | Ferrari 056 2.4 V8 | M    |     |                 | BHR | MYS | AUS | SMR | EUR | ESP | MON | GBR | CAN | USA | FRA | GER | HUN | TUR | ITA | CHN | JPN | BRA | 16     | 7.º  |
| 2006    | Ferrari 056 2.4 V8 | M    | 14  | David Coulthard | 10  | Ret | 8   | Ret | Ret | 14  | 3   | 12  | 8   | 7   | 9   | 11  | 5   | 15≠ | 12  | 9   | Ret | Ret | 16     | 7.º  |
| 2006    | Ferrari 056 2.4 V8 | M    | 15  | Christian Klien | 8   | Ret | Ret | Ret | Ret | 13  | Ret | 14  | 11  | Ret | 12  | 8   | Ret | 11  | 11  |     |     |     | 16     | 7.º  |
| 2006    | Ferrari 056 2.4 V8 | M    | 15  | Robert Doornbos |     |     |     |     |     |     |     |     |     |     |     |     |     |     |     | 12  | 13  | 12  | 16     | 7.º  |
| Fuente: |                    |      |     |                 |     |     |     |     |     |     |     |     |     |     |     |     |     |     |     |     |     |     |        |      |